# Grammia hewletti
Grammia hewletti là một loài bướm đêm thuộc phân họ Arctiinae, họ Erebidae.